# 呼兰河
呼兰河，位于中华人民共和国黑龙江省中部，是松花江左岸支流，河名源自满语“烟囱”（满文：ᡥᡡᠯᠠᠨ，转写：hvlan）。呼兰河发源于小兴安岭西麓铁力市东北的三个大山和太平岭之间的太平沟，向西南流经铁力市、庆安县、绥化市北林区、望奎县、青冈县等地，于兰西县北部转南流，在兰西县南部又转东南流，最后于哈尔滨市呼兰区腰卜街道以南汇入松花江。河流全长506千米，流域面积31424平方千米，年均径流量44.4亿立方米。呼兰河上游是林产工业基地，中下游是国家重要的商品粮、商品鱼、优质烤烟和生猪、肉牛生产基地。
著名女作家萧红曾写有小说《呼兰河传》。忽剌溫女真就是以此為名。